# East of Scotland Football League
Die East of Scotland Football League (Sponsorenname: Central Taxis EOS League) ist neben der South of Scotland Football League und der 2020 gegründeten West of Scotland Football League eine der drei niedrigsten, sechstklassigen, Ligen des schottischen Profi-Ligen-Systems. Beide sind in der Hierarchie unterhalb der, ebenfalls halbprofessionellen, Lowland Football League angesiedelt. Im Gegensatz zur fünftklassigen Lowland Football League hat die ebenfalls fünftklassige Highland Football League wegen der geringeren Bevölkerungsdichte Nord-Schottlands keinen Unterbau. Die Klubs der East of Scotland Football League kommen aus Edinburgh, den Lothians und den Scottish Borders.
Die bereits 1923 gegründete Liga wurde erst mit der Ligareform 2013 an das Profi-Liga-System angekoppelt. Seit der Saison 2014/15 ist ein sportlicher Aufstieg in eine höhere Liga (durch Relegation) möglich. Ab der Saison 2018/19 spielen, nach Übernahme von Teams der bisherigen Junior-Football-League, 39 Mannschaften in drei parallelen Staffeln (Conferences). In einer Abschlussrunde ermitteln sie den Liga-Meister, der sich für die Aufstiegsspiele qualifiziert.
Die Mitgliedsvereine sind für die Qualifikationsrunde des Scottish FA Cup spielberechtigt.

## Mitgliedsvereine (Saison 2018/19)

### Conference A
- Arniston Rangers
- FC Coldstream
- Dunbar United
- Easthouses Lily Miners Welfare
- Hawick Royal Albert
- Hill of Beath Hawthorn
- Leith Athletic
- Musselburgh Athletic
- Newtongrange Star
- Oakley United
- Peebles Rovers
- Penicuik Athletic
- Tweedmouth Rangers

Staffel-Ergebnisdienst der East of Scotland Football Association & League.

### Conference B
- Bo’ness United
- Bonnyrigg Rose Athletic
- Burntisland Shipyard Amateur
- Crossgates Primrose
- Dalkeith Thistle
- Dundonald Bluebell
- FC Dunipace
- Eyemouth United
- Haddington Athletic
- Lothian Thistle
- Sauchie Juniors
- Tranent Juniors
- FC Tynecastle

taffel-Ergebnisdienst der East of Scotland Football Association & League.

### Conference C
- Blackburn United
- Broxburn Athletic
- Camelon Juniors
- FC Craigroyston
- Edinburgh United
- Heriot-Watt University
- Inverkeithing Hillfield Swifts
- Jeanfield Swifts
- Linlithgow Rose
- FC Ormiston
- Preston Athletic
- Stirling University FC Resevers
- St. Andrews United

Staffel-Ergebnisdienst der East of Scotland Football Association & League.